# Montecillo, Hidalgo
Montecillo är en ort i Mexiko.   Den ligger i kommunen Tepeji del Río de Ocampo och delstaten Hidalgo, i den sydöstra delen av landet, 50 km nordväst om huvudstaden Mexico City. Montecillo ligger 2 196 meter över havet och antalet invånare är 243.
Terrängen runt Montecillo är kuperad österut, men västerut är den platt. Montecillo ligger nere i en dal. Runt Montecillo är det ganska tätbefolkat, med 207 invånare per kvadratkilometer. Närmaste större samhälle är Nicolás Romero, 19,9 km söder om Montecillo. I omgivningarna runt Montecillo växer huvudsakligen savannskog.